# Robert Weber (Maler, 1830)
Robert Wilhelm Weber (* 26. November 1830 in Quedlinburg; † 12. Juli 1890 in München) war ein deutscher Landschaftsmaler.

## Leben
Robert Wilhelm Weber wurde als Sohn eines früheren Hauptmanns und Gutsbesitzers in der preußischen Kreisstadt Quedlinburg am Harz geboren. Nach dem dortigen Schulbesuch studierte Robert Weber und absolvierte an der Universität das juristische Examen in Berlin. Doch schlug Robert Weber nicht wie zunächst beabsichtigt die typische Beamtenlaufbahn im Staatsdienst ein, sondern ging nach seinem Universitätsstudium auf ausgedehnte Reisen, auf denen er mit großer Leidenschaft zu malen und zu zeichnen begann und sich autodidaktisch entsprechende künstlerische Kenntnisse und Fähigkeiten aneignete. Bei seinen Reisen weilte er längere Zeit auch in Frankreich, wo er u. a. auch in der Umgebung von Versailles malte.
Im Jahre 1859 ließ er sich als Landschaftsmaler in Wernigerode, der Hauptstadt der gleichnamigen Grafschaft im Königreich Preußen nieder, wo er eine Familie gründete.
„Seine gesammelten Studien verwendete er zu Bildern, welche er in München mit gutem Erfolge im Kunstverein zur Ausstellung brachte.“
Seine engen Kontakte zur bayrischen Landeshauptstadt München sorgten endlich dafür, dass er 1884 mit seiner Familie dorthin übersiedelte.
Zu seinen Malerfreunden zählte der 12 Jahre jüngere Schweizer Landschaftsmaler Adolf Stäbli, den er mehrfach im Harz empfing.

## Werk
Zu seinen Werken gehören mehrere Harz- und Brockenansichten, verschiedene Alpenbilder aus Oberbayern und Ansichten der Zugspitze und vom Waxenstein, die heute in mehreren Museen ausgestellt sind oder sich im Privatbesitz befinden. Daneben malte Robert Weber auch ländliche Darstellungen aus dem Flachland mit Feldern, Bauerngehöften und Pferdefuhrwerken.